# Бокина, Нина Фёдоровна
Нина Фёдоровна Бокина — советский хозяйственный и государственный деятель, лауреат Государственной премии СССР за выдающиеся достижения в труде.

## Биография
Родилась в 1946 году на станции Сырт. Член КПСС.
Окончила Всесоюзный заочный текстильный институт легкой промышленности.
В 1963—1969 — ткачиха хлопчатобумажного комбината «Рабочий» города Озеры Московской области
В 1969—1972 — няня детского сада № 11, ученица токаря, токарь Дивногорского ремонтно-механического завода.
В 1972—1989 — ткачиха, отрывщица, ткачиха, начальник цеха № 4, заместитель директора по общим вопросам Кемеровского комбината шелковых тканей.
В 1989—1990 — начальник отдела материально-технического снабжения ремонтно-монтажного комбината Кемеровского облпотребсоюза.
В 1990—1999 — ставильщица, ткачиха производственного объединения «Химволокно».
За высокую эффективность и качество работы при производстве товаров народного потребления была в составе коллектива удостоен Государственной премии СССР за выдающиеся достижения в труде 1981 года.
Депутат Верховного Совета СССР 10-го и 11-го созывов. Делегат XXVI съезда КПСС.
Живёт в Кемерово.

## Награды
- Орден Ленина (02.07.1984)
- Орден Трудового Красного Знамени (12.05.1977)